# سنگ‌نگاره‌های تیمره
سنگ‌نگاره‌های تِیمَرِه، نشان از تاریخ کهن و هنر کهن منطقهٔ تیمره در استان‌های مرکزی، اصفهان و لرستان است و سیر آثار زندگی انسان طی هزاره‌ها را به نمایش می‌گذارد. مناطق کوهستانی و دره‌های فراوان اطراف گلپایگان و برخی مناطق خمین زیستگاه‌های کهن ایران را به نشان می‌گذارند. تیمره نام قدیمی منطقه‌ای میان سه استان اصفهان ، لرستان و مرکزی ایران است که مهم‌ترین و بیشترین آن‌هابدلیل وجود آب فراوان و بالطبع چراگاه ها و شکارگاه های بسیار در شهرستان گلپایگان در شمال غرب استان اصفهان و بخش هایی در  شهرستان خمین در استان مرکزی قرارگرفته است. قدمت برخی از آن‌ها به ۷٬۰۰۰ سال پیش می‌رسد. کهن‌ترین کتیبه‌های خطی ایران، سیر تطور خط، هنرهای صخره‌ای کهن تطبیقی، نقاشی‌های کهن گونه‌های جانوری منقرض شده و جاذبه‌های مهیج گردشگری ملی و جهانی متعلق به این سرزمین است که در دسترس و بازدید علاقه‌مندان داخلی و خارجی می‌باشند. لازم است ذکر شود که تیمره، سالیانه هزاران بازدیدکنندهٔ داخلی و خارجی دارد.
بیشتر سنگ‌نگاره‌ها، گویای پیام‌ها و رخدادهایی است که در زندگی برای نگارگران یا دیده‌های آن‌ها بوده‌است. بشر با ابزارهای سادهٔ شکار (سنگ‌های تیزچخماق) و پس از آن رام کردن جانوران و ادامهٔ آن، کشاورزی و کاشت گیاهان در سیر زندگی نگارگران، از منظر سنگ نگاره‌های کهن تیمره قابل مشاهده است.

## محتوا و مضمون سنگ‌نگاره‌ها
در یکی از سنگ‌نگاره‌ها در منطقهٔ تیمره، مردی دست فرزند خود را گرفته و با شکار یک مار به او آموزش می‌دهد. در یکی دیگر از این سنگ‌نگاره‌ها، مردانی سوار بر اسب به شکار بزکوهی پرداخته‌اند که نشان می‌دهد این منطقه در دوره‌های مختلف پیش از تاریخ، محل سکونت انسان بوده‌است.
در سنگ‌نگاره‌های جدید، نشانه‌هایی از زبان‌های باستانی دیده می‌شود که بر پایهٔ نمادنگاری و ایده‌نگاری است. همچنین برخی از حروف‌نگاری‌ها در آثار به‌دست‌آمده مشاهده شده است که تاکنون کارشناسان معنی آن‌ها را درنیافته‌اند.
این سنگ‌نگاره‌ها از لحاظ قدمت و تنوع نقوش، در دوره‌های تاریخی ایران به‌راستی بی‌نظیر هستند و سیر تکاملی خط مانند خط سطری در این سنگ‌نگاره‌ها دیده می‌شود.
کناره‌های رودخانهٔ اناربار نقوش صخره‌ای بسیاری شمارش شده و نقش‌های مختلفی بر سنگ‌های مزبور جلب نظر می‌کند.
روی سنگ‌نگاره‌ها تیمره تصاویری چون بزکوهی، قوچ کوهی، آهو، انسان (در حالات گوناگون و با ابزارهای متفاوت)، اسب، گرگ، شیر، شتر یک کوهان و دو کوهان، پلنگ، گراز، گوزن (مرال، شوکا، زرد ایرانی)، یوزپلنگ، گور، مار، لاک‌پشت و بسیاری از جانوران ناشناخته دیگر مشاهده می‌شود که از این میان حدود ۷۵ درصد نقوش به بز کوهی و قوچ اختصاص دارد که نماد سرزندگی، آبادانی و برکت است.
بزرگ‌ترین نقش بر روی سنگ‌نگاره‌ها بزکوهی‌ای است که ۱۱۲ سانتی‌متر ارتفاع و ۹۰ سانتی‌متر عرض دارد و در تیمره قرار دارد.
سنگ‌نوشته‌ها با خطوط تصویری، ایده‌نگار، سطری، ایلامی (هندسی)، پهلوی، کوفی، کلیمی و عربی و فارسی، سیر تکاملی خط را نشان می‌دهد.

## سنگ‌نگاره‌ها در جاهای دیگر ایران
آثار بسیار متنوع و فوق‌العاده جالبی از این هنرها در سراسر ایران شناسایی شده‌اند. برای مثال:
استان هرمزگان: بستک و دهتل
- استان خراسان: بیرجند، لاخ مزار، نهبندان
- استان یزد: ارنان
- استان سیستان و بلوچستان:

گشت، بزمان، سرباز، نیک شهر و سراوان
- استان لرستان: همیان کوهدشت، خمه الیگودرز، میهد بروجرد
- استان همدان: درهٔ شهرستانه الوند، درهٔ گنجنامه، مهرآباد و خوشیجان ملایر
- استان کرمان: میمند و شاه فیروز
- استان آذربایجان شرقی: ارسباران
- استان کردستان: دهگلان و سارال
- استان تهران: روستای دولت‌آباد شهریار، کوه کفترلو
- استان قم (کهک).
- استان خراسان رضوی: ابتدای جادهٔ شاندیز، خیابان درخت بید، سنگ‌نگاره‌های شتر سنگی
- استان خراسان رضوی: اواسط جادهٔ طرقبه، بوستان سنگی کمر مقبولا
- استان خراسان شمالی: منطقه بام و صفی آباد،(شهر صفی آباد)